# Stanisław Sierpowski
Stanisław Sierpowski (ur. 1 lipca 1942 w Lesznie) – polski historyk, profesor nauk humanistycznych, uczeń prof. Antoniego Czubińskiego.

## Życiorys
Specjalizuje się w archiwistyce, bibliotekoznawstwie, historii dyplomacji, historii najnowszej, regionalistyce i stosunkach międzynarodowych. W latach 1985–1987 komisaryczny prorektor UAM (rektorem był prof. Jacek Fisiak).
W 2012 został wiceprzewodniczącym Komitetu Nauk Historycznych PAN. Był też dyrektorem Biblioteki Kórnickiej PAN. Członek zarządu Fundacji Historycznej im. Profesora Henryka Łowmiańskiego.
Był kierownikiem Zakładu Archiwistyki Instytutu Historii Uniwersytetu im. Adama Mickiewicza w Poznaniu. W latach 1971–1974 pracownik naukowy Instytutu Historii Ruchu Robotniczego Wyższej Szkoły Nauk Społecznych przy KC PZPR.
Jego uczniami byli: Rafał Galuba, Jadwiga Kiwerska, Bogdan Koszel, Henryk Lisiak, Dariusz Matelski (formalny doktorant), Krzysztof Olszewski, Tomasz Paluszyński, Damian Pałka, Jerzy Walas, Jarosław Wiśniewski i Stanisław Żerko.

## Działalność społeczna
- 1958–1965 – działacz Związku Młodzieży Socjalistycznej (ZMS)
- 1965–1990 – działacz Polskiej Zjednoczonej Partii Robotniczej (PZPR)[4]

## Publikacje
- Stosunki polsko-włoskie w latach 1918–1940 (1974)
- Narodziny Ligi Narodów: powstanie, organizacja i zasady działania (1984)
- Mniejszości narodowe jako instrument polityki międzynarodowej: 1919–1939 (1986, ISBN 83-03-01458-7)
- Leszno: zarys dziejów (wraz z Mirosławą Komolką, 1987, ISBN 83-210-0641-8)
- Polska na tle stosunków europejskich w latach 1919–1945 (1987)
- Dzieje archiwistyki polskiej. Wybór źródeł. Wstęp: Stanisław Sierpowski i Dariusz Matelski. Materiały zebrał, opracował i przypisami opatrzył Dariusz Matelski (Tom I, Poznań 1988; Nagroda Rektora UAM)
- Źródła do historii powszechnej okresu międzywojennego (3 T., 1989–1992, ISBN 83-232-0341-5)
- Piłsudski w Genewie: dyplomatyczne spory o Wilno w roku 1927 (1990, ISBN 83-85003-34-7)
- Dzieje archiwistyki polskiej. Wybór źródeł. Wstęp: Stanisław Sierpowski i Dariusz Matelski. Materiały zebrał, opracował i przypisami opatrzył Dariusz Matelski (Tom II, Poznań 1993, ISBN 8355240906)
- Polityka zagraniczna Polski międzywojennej (1994, ISBN 83-03-03645-9)
- Historia najnowsza Włoch w historiografii polskiej (1996, ISBN 83-86650-55-9)
- Między wojnami 1919–1939 (2 cz. 1998−1999, ISBN 83-87621-08-0)
- Historia najnowsza (1918–1997): podręcznik dla szkoły średniej (2000, ISBN 83-87988-21-9)
- Dzieje Polski w XX wieku (wraz ze Stanisławem Żerką, 2002, ISBN 83-88841-00-9)
- Liga Narodów w latach 1919–1926 (2005, ISBN 83-04-04770-5)

## Wyróżnienia
- 2013: „Dobosz Powstania Wielkopolskiego” od ZG TPPW[5]
- 2013: Honorowy obywatel miasta Leszna[6]